# ييجي
ييجي (Yeji) هي مغنية وراقصة رئيسية ورابر كورية جنوبية، وُلدت في 26 مايو 2000 في سيول، كوريا الجنوبية. تُعتبر القائدة والعضو الرئيسي في فرقة الفتيات الشهيرة ITZY، التي انطلقت تحت إدارة JYP Entertainment في فبراير 2019.
```
قالب:نبذة عن حياتها المبكرة
```

نشأت Yeji في مدينة Jeonju، حيث بدأت شغفها بالفن منذ طفولتها. في المدرسة الابتدائية، ألهمتها أختها الكبرى لتعلم الرقص بعد مشاهدتها لرقصات فرقة Wonder Girls، مما دفعها للانضمام إلى مجموعة رقص محلية. درست في مدرسة Jeonju Commercial Information High School، حيث بدأت مسيرتها الفنية المبكرة.
```
قالب:مسيرتها الفنية
```

قبل ظهورها مع ITZY، شاركت Yeji في برنامج SBS الواقعي "The Fan" عام 2018، حيث أُطلق عليها لقب "سر JYP" من قبل عضو فرقة 2PM، Junho. انضمت إلى JYP Entertainment كمتدربة في عام 2016، وظهرت في الحلقة الأولى من برنامج "Stray Kids" عام 2017.
في 12 فبراير 2019، ظهرت Yeji كعضوة رئيسية في فرقة ITZY مع إصدار الألبوم المنفرد "IT'z Different". أثبتت نفسها كقائدة وراقصة رئيسية ورابر، وساهمت في كتابة بعض أغاني الفرقة.

## أعمال
في 10 مارس 2025، أطلقت Yeji أول ألبوم منفرد لها بعنوان "AIR"، الذي يتضمن أربع أغاني، بما في ذلك الأغنية الرئيسية "Air". تُظهر هذه الأغاني تنوعها الفني، حيث تمزج بين أساليب الـ synth-pop والإلكترونيكا والـ EDM. شاركت في كتابة كلمات الأغنية الرئيسية، التي تعبر عن شعورها بالانغماس الكامل أثناء الأداء على المسرح.
أغنيتها المنفردة "Air" لاقت استقبالًا إيجابيًا من النقاد، حيث وصفها موقع Grammy بأنها تعكس الإحساس الغامر الذي تشعر به Yeji أثناء أدائها على المسرح. تم إصدار نسخة إنجليزية من الأغنية في 14 مارس 2025، مما يوسع نطاق وصولها لجمهور أوسع
 يجب وضع معلومات إضافية
الطول: 167 سم
فصيلة الدم: A
البرج الفلكي: الجوزاء
اللغة: الكورية، الإنجليزية، اليابانية
اسم المستخدم على إنستغرام: @yezyishere
نوع الشخصية (MBTI): ESTJ

### دراما
- (Twenty Again (2015

### برنامج واقعية
- (Stray Kids (2017
- (The Fan (2018

## وصلات خارجية
- ييجي على موقع IMDb (الإنجليزية)
- ييجي على موقع ميوزك برينز (الإنجليزية)
- ييجي على موقع قاعدة بيانات الفيلم (الإنجليزية)